# Cumbia santafesina
La cumbia santafesina es un estilo musical surgido en la ciudad de Santa Fe, Argentina. Se distingue por tener como instrumentos principales el acordeón y la guitarra eléctrica. El creador de este Subgénero musical es el eximio guitarrista Juan Carlos Denis, líder del grupo Los del Bohio. Otra característica distintiva de la cumbia santafesina con respecto al sonido, es también, la Acordeon. Un instrumento que ganó popularidad pero aun cuesta difinirlo como estilo Santafesino; ya que su origen es más del País Colombiano. Otros subgéneros del resto de la cumbia argentina es que la mayoría de las canciones tienen letras principalmente de temática romántica y no tan románticas.

## Historia

### Comienzos
La cumbia santafesina comenzó a sonar mediados de la década de 1960 con la creación del Grupo Santa Cecilia, [cita requerida] quienes adaptaron la cumbia colombiana introducida al país por grupos como el Cuarteto Imperial, con una distintiva influencia de ritmos nacionales como el Chamamé y algunos aportes de música europea, principalmente mediterránea (Los Cumbiambas, Los Palmeras, Yuli y Los Girasoles), por sobre todo en sus acordeones. Esta agrupación estaba liderada por el acordeonista Alberto Fernández, alias Toto; Toto Fernández sería maestro y mentor de numerosos acordeonistas de este género musical, tales como Marcos Caminos (líder de Los Palmeras), Miguel Carranza (líder de Los Cumbiambas), Dario Zanco (líder de Grupo Cali) y otros tantos. El vocalista del Grupo Santa Cecilia era el joven italiano de origen polaco Czeslav Popowicz, que sería vocalista de Los Cumbiambas, Los Palmeras y líder de la agrupación Yuli y los Girasoles. A comienzos de la década de 1970 de la mano de Los Cumbiambas y Los Palmeras la cumbia santafesina con acordeón obtiene una gran aceptación en el público de la capital santafesina y sus alrededores (incluida Paraná). En 1975, en Buenos Aires, la agrupación santafesina Los Duendes grabó su primer trabajo discográfico, siendo la primera agrupación de cumbia santafesina en lanzar su trabajo en forma discográfica. Al año siguiente, de la mano del representante Martín Robustiano Gutiérrez, Los Palmeras lanzaron su primer trabajo discográfico. Pero el acontecimiento que terminó de definir el estilo fue la aparición del grupo Los del Bohío quienes adoptaron la guitarra como instrumento principal, dejando de lado el tradicional acordeón. Este grupo fue fundado en 1976 por el guitarrista Juan Carlos Denis, quien antes había tocado en reconocidos grupos de la época como: Emil Villar y su Conjunto, Los Cumbiambas y El Cuartetazo.
Estos primeros grupos de cumbia santafesina se caracterizaban por su amateurismo y por las dificultades a las que se enfrentaban para conseguir fondos que les permitieran grabar su material. Es en ese momento cuando fue clave la figura de Martín “Chani” Robustiano Gutiérrez, quien reunió fondos para que se pudieran realizar esas grabaciones. En su honor se celebra el día de la cumbia santafesina todos los 5 de noviembre cuando se cumple un nuevo aniversario de su fallecimiento.

### Popularidad
La cumbia santafesina se fue generalizando. Los cantantes de Los del Bohío armaron sus propios conjuntos musicales. Fue Juan Carlos Mascheroni, alias «Banana», quien luego de pasar por Los del Bohío creó a Los del Fuego y Alfredo Rafaél Bernal quien formó Fredy y los Nobles, «Ratón» Duarte, quien encabeza Los Lamas. Miguel Aragón fundador de Los Leales.La implantación de la cumbia santafesina a fines de la década del 70 en el Gran Buenos Aires, muy especialmente en la zona Sur. también devino en la creación de conjuntos musicales de dicho estilo. Uno de ellos, el renombrado grupo Los Leales
En la ciudad de Resistencia, capital de la Provincia del Chaco, la cumbia santafesina es muy popular en las barriadas del sur capitalino.
Con la cumbia santafesina ya consolida aparecieron nuevas agrupaciones, e incorporaron nuevas tendencias. Osvaldo «El Abuelo» Raggio abandona Los Palmeras para formar el Grupo Alegría de Santa Fe, con un estilo de cumbia más veloz que hacía fuerte hincapié en el acordeón y la timbaleta. En 1993 toma el puesto de vocalista de Grupo Trinidad Leo Mattioli, quien luego desarrollaría una importante carrera solistas hasta su fallecimiento en 2011.
Años antes, en Rosario, la más brillante actuación grupal, la tuvo la formación: "Ritmo Cristal" el 24 de diciembre de 1993, destacándose de manera realmente sobresaliente, siendo aplaudidos de pie largo rato.
«Willy», siendo sólo un bajista muy querido y de paso, con pocos meses en la agrupación, ninguna de sus excelentes ejecuciones fue igualada hasta el presente, incluyendo un solo, en el que hasta fusionando los disímiles estilos de Salsa, con el Rock Sinfónico, fue citado por los Honorables Profesores del Sindicato de Músicos de Rosario, quienes lo catalogaron como "sin antecedentes, y Magistral..." Desgraciadamente, tan sólo una semana después, hizo su última presentación en vivo. Muy en contra de su voluntad, y por exigencias de responsabilidad que se impusieron en su vida, debió abandonar los escenarios, pasando a ser "una Leyenda viva", en el ambiente musical de Rosario.
Entre los principales referentes del género de cumbia santafesina, se encuentran Los del Bohio, Leo Mattioli, Mario Luis, Los Palmeras, Los del Fuego, Dalila, entre otras.

## Estilos
Se pueden destacar diferentes estilos dentro de la Cumbia Santafesina:
- Con guitarra: toma la guitarra como instrumento principal. Los grupos más destacados son: Los del Bohio, Yuli y los Girasoles, Los Lamas, Los Leales, Los del Maranaho, los Cádiz, Simplemente Nahuel y Los del Fuego.
- Con acordeón: inspirada por la cumbia colombiana, centra su sonido en el acordeón. Los grupos más destacado son La Contra, Grupo Trinidad, Los Lirios, Grupo Cali, Grupo Alegría y Los Palmeras.
- Cumbia percusionista / salsera: se basa en la utilización del acordeón, el timbal y percusión salsera (congas, bongo y campana) como instrumentos principales. Grupos más importantes: Coty Hernández, Sergio Torres y El Combo 10.
- Cumbia romántica: tiene predominio del teclado y una base rítmica más lenta. Los principales grupos son: Leo Mattioli, Dalila y Uriel Lozano.

## Día de la cumbia santafesina
Se celebra cada 5 de noviembre, fecha elegida en honor a Martín Robustiano Gutiérrez (26 de abril de 1944 - 5 de noviembre de 1992) (48 años) quien fue propietario de tiendas de discos y productor, constituyéndose en impulsor de este género musical.